# Veliki koralni greben
Veliki koralni greben je tvorba ob avstralski obali, ki jo sestavlja okoli 2800 manjših ločenih podmorskih koralnih grebenov. in okoli 600 koralnih otokov, ter je največja zbirka koral na svetu. Veliki koralni greben je od leta 1981 na Unescovem seznamu zavarovane svetovne dediščine, CNN pa ga je imenoval za enega sedmih naravnih čudes sveta.
Greben se nahaja v čistem, plitvem morju ob obali Queenslanda. Dolg je približno 2300 kilometrov in je v geološkem pogledu zelo »mlad«, saj je nastal v zadnjih 18.000 letih. Večinoma se tvorbe končajo tik pod morsko gladino, nekaj pa jih je dovolj visokih, da so iz njih nastali majhni otoki. Ti so danes velika turistična atrakcija.

## Živali in rastline
V telesu koral živijo alge, enocelične rastline, ki jih , poleg plena, ki ga ujamejo s svojimi lovkami - uporabljajo za hrano polipi. Alge se okoriščajo s koralami, ki jim nudijo prostor za rast v bližini morske gladine, in vsebujejo kemične snovi, ki filtrirajo ultravijolične sončne žarke in tako varujejo pred škodljivimi vplivi alge in same sebe. V zadnjih letih so strokovnjaki velikih trgovskih in farmacevtskih družb začeli preučevati te kemične snovi in ugotavljati, ali so nemara primerne tudi za izdelovanje varovalnih in drugih naravnih farmacevtskih izdelkov.

## Ekologija
Veliki koralni greben se srečuje z več ekološkimi problemi, kakor so onesnaževanje in širjenje bodičastih morskih zvezd (angleško crown of thorns).
Med leti 1998 in 2021 je koralno beljenje prizadelo kar 98 odstotkov Velikega koralnega grebena, kar je posledica predvsem globalnega segrevanja ozračja.